# Тодорова Анастасія Ігорівна
Анастасі́я Ігорівна Тодорова — українська спортсменка, веслувальниця на байдарках.

## Життєпис
Займатися почала в Білгород-Дністровській ДЮСШ, привела мама, перший тренер — Анатолій Осипенко. Станом на 2015 рік — студентка 4 курсу Міжнародного гуманітарного університету (Одеса).

## Спортивні досягнення
- срібна медаль на чемпіонаті Європи у Чехії
- бронзова медаль у класі байдарок-двійок у червні 2015 року на 1-х Європейських іграх у парі з Марією Повх.
- На Олімпіаді 2016 була 4 на байдарці-2, та 4 — на байдарці-4
- золота медаль на чемпіонаті України 2019 в Дніпрі у складі екіпажу-четвірки на дистанції 500 м разом з Марією Кічасовой-Скорик, Наталією Докієнко та Анастасією Горловою.[1]
- бронзова медаль на чемпіонаті України 2019 в Дніпрі в спринті.
- срібна медаль на чемпіонаті України 2019 в Дніпрі в байдарці-двійці на дистанції 500 метрів разом з Інною Гріщун.